# Kasouga
Kasouga (« lieu de nombreux léopards » en langue khoïkhoï) est un hameau balnéaire situé au bord de l'océan indien dans la province du Cap-Oriental en Afrique du Sud et géré par la municipalité locale de Ndlambe dans le district de Sarah Baartman.
Kasouga est l'une des plus anciennes stations balnéaires du Cap-Oriental. Situé dans un secteur boisé de la Sunshine Coast d'Afrique du Sud, en retrait d'une longue plage de sable, le hameau reste essentiellement un lieu de villégiature composé de bungalows et de cottages. 

## Localisation
Kasouga est situé au sud de la route R72 à 10 km au nord-est de Kenton-on-Sea, près de l'embouchure de la rivière Kasuka. Le hameau de Kasouga est accessible par une route carrossable en terre. Kasouga ne dispose pas de commerces, de lampadaires ni même de routes goudronnées. 

## Démographie
Selon le recensement de 2011, Kasouga compte 39 habitants (94,87% de blancs, 5,13% de noirs). 
L'anglais sud-africain est la langue maternelle principale de la population locale (92,31%) devant l'afrikaans  (5,13%).

## Historique
Kasouga a été fondé en 1881 comme lieu de repos et villages de vacances pour les fermiers et agriculteurs de la région. 

## Tourisme
L'économie locale repose sur le tourisme vert. 